# سکوریوکوو
سکوریوکوو (به لاتین: Skoryukovo) یک منطقهٔ مسکونی در روسیه است که در استان آرخانگلسک واقع شده‌است.